# Assembleia Legislativa de Alagoas
Assembleia Legislativa de Alagoas é o órgão de poder legislativo do estado de Alagoas, exercido através dos deputados estaduais.

## Mesa Diretora
A Mesa Diretora eleita para o biênio 2023-2024 é a seguinteː
| Posição            | Nome                | Partido |
| ------------------ | ------------------- | ------- |
| Presidente         | Marcelo Victor      | MDB     |
| 1º Vice-presidente | Bruno Toledo        | MDB     |
| 2º Vice-presidente | Gilvan Barros Filho | MDB     |
| 3º Vice-presidente | Flávia Cavalcante   | MDB     |
| 1º Secretário      | Francisco Tenório   | PP      |
| 2º Secretário      | Ricardo Nezinho     | MDB     |
| 3º Secretário      | Marcos Barbosa      | Avante  |
| 4º Secretário      | Carla Dantas        | MDB     |

## Deputados estaduais
Esse são os vinte e sete deputados estaduais eleitos pelo estado do Alagoas nas eleições de 2022.

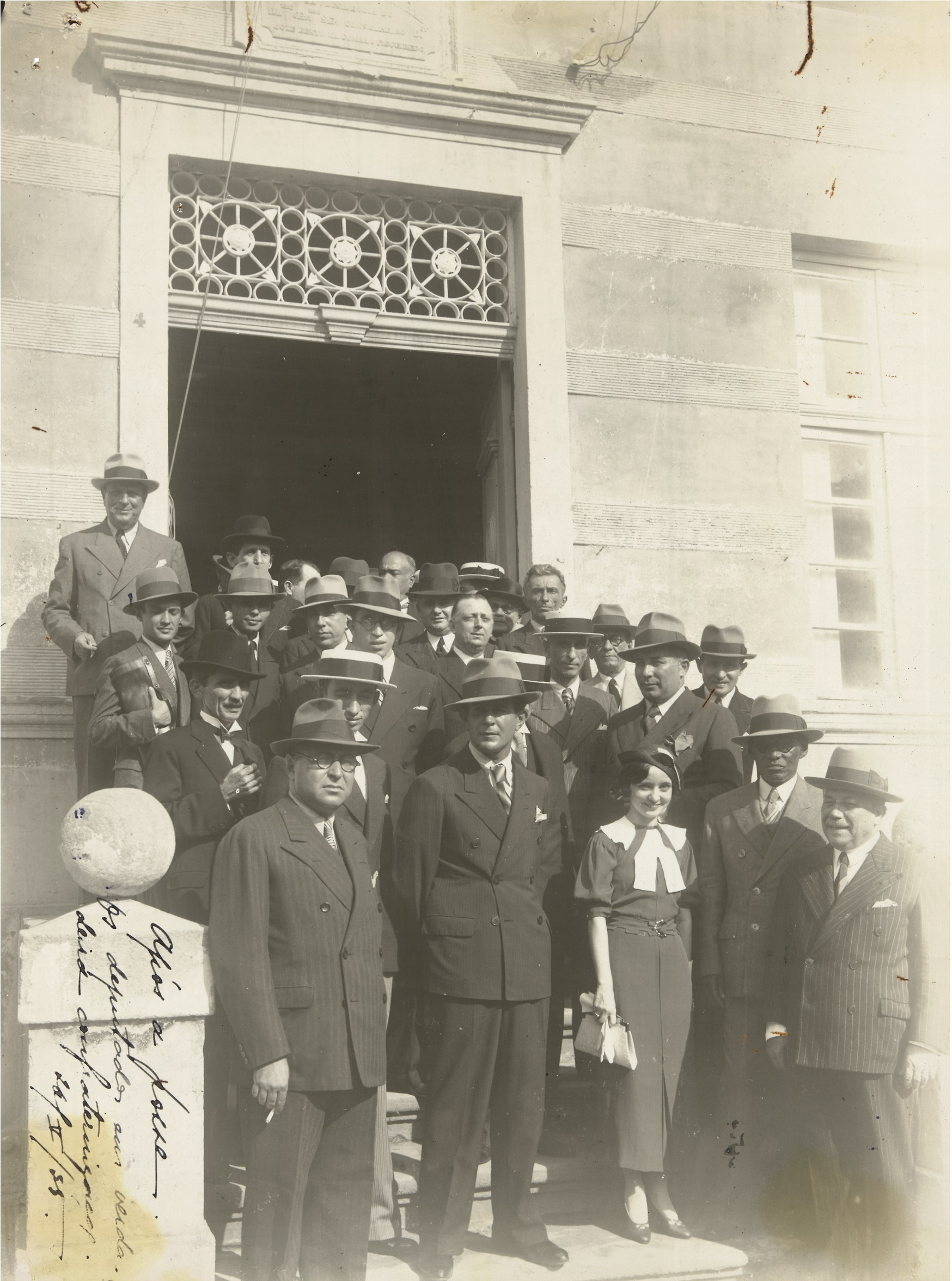
Posse de Maria José Salgado Lages, primeira mulher eleita deputada da Assembleia Legislativa de Alagoas, em 1935. Acervo do Arquivo Nacional.

| Candidato (a)       | Partido      | Votação      |
| ------------------- | ------------ | ------------ |
| Alexandre Ayres     | MDB          | 61.142 votos |
| Cabo Bebeto         | PL           | 51.721 votos |
| Marcelo Victor      | MDB          | 51.259 votos |
| Flávia Cavalcante   | MDB          | 50.902 votos |
| Cibele Moura        | MDB          | 46.120 votos |
| Fernando Pereira    | PP           | 45.509 votos |
| Carla Dantas        | MDB          | 44.477 votos |
| Ricardo Nezinho     | MDB          | 43.797 votos |
| Dr. Wanderley       | MDB          | 43.512 votos |
| Antonio Albuquerque | Republicanos | 41.748 votos |
| Fátima Canuto       | MDB          | 41.319 votos |
| Remi Calheiros      | MDB          | 39.947 votos |
| Bruno Toledo        | MDB          | 38.070 votos |
| Delegado Leonam     | União Brasil | 37.805 votos |
| Ronaldo Medeiros    | PT           | 35.883 votos |
| Dudu Ronalsa        | MDB          | 35.792 votos |
| Rose Davino         | PP           | 34.343 votos |
| Inácio Loiola       | MDB          | 33.270 votos |
| Francisco Tenorio   | PP           | 32.644 votos |
| Breno Albuquerque   | MDB          | 32.159 votos |
| Gilvan Filho        | MDB          | 32.035 votos |
| Lelo Maia           | União Brasil | 31.706 votos |
| Andre Silva         | Republicanos | 31.036 votos |
| Gabi Gonçalves      | PP           | 29.336 votos |
| Mesaque Padilha     | União Brasil | 29.102 votos |
| Marcos Barbosa      | Avante       | 20.761 votos |
| Silvio Camelo       | PV           | 19.714 votos |

## Comissões Permanentes
| Nome | Presidente |
| --- | ---------- |
| Comissão de Constituição, Justiça e Redação                                                             |            |
| Comissão de Orçamento, Finanças, Planejamento e Economia                                                |            |
| Comissão de Educação, Cultura, Esporte e Turismo                                                        |            |
| Comissão de Agricultura e Política Rural                                                                |            |
| Comissão de Transportes, Comunicação, Serviços e Obras Públicas                                         |            |
| Comissão de Administração, Segurança, Relações do Trabalho, Assessoria Municipal e Defesa do Consumidor |            |
| Comissão de Fiscalização e Controle                                                                     |            |
| Comissão de Direitos Humanos e Segurança Pública                                                        |            |
| Comissão de Legislação Participativa                                                                    |            |
| Comissão do Meio Ambiente e Proteção aos Animais                                                        |            |
| Conselho de Ética e Decoro Parlamentar                                                                  |            |
| Comissão de Ciência e Tecnologia da Informação                                                          |            |
| Comissão da Criança e do Adolescente, Família e Direitos da Mulher                                      |            |
| Comissão da Saúde e Seguridade Social                                                                   |            |